# Papuoneanias
Papuoneanias is een geslacht van rechtvleugeligen uit de familie Gryllacrididae. De wetenschappelijke naam van dit geslacht is voor het eerst geldig gepubliceerd in 1929 door Karny.

## Soorten
Het geslacht Papuoneanias  is monotypisch en omvat slechts de volgende soort:
- Papuoneanias lobatus (Brunner von Wattenwyl, 1888)